# Xiomara Mapepa
Xiomara Mapepa (* 4. Juni 2002) ist eine sambische Fußballspielerin.

## Karriere

### Klub
Auf Klubebene ist sie in ihrer Heimat bei den Elite Ladies aktiv.

### Nationalmannschaft
Mit der sambischen A-Nationalmannschaft nahm sie am Afrika-Cup 2022 teil und erzielte hier in der Gruppenphase zudem noch ein Tor. Am Ende schied sie aber mit ihrer Mannschaft im Halbfinale aus. Das Spiel um Platz drei gegen Nigeria konnte man dann aber noch gewinnen. Da man es bis ins Halbfinale schaffte, qualifizierte man sich auch für die Teilnahme an der Weltmeisterschaft 2023. Bei einem der Vorbereitungsspiele für das Turnier wurde sie aufgrund von undiszipliniertem Verhalten auf einer Auswärtsreise im April 2023 nachhause geschickt. Trotzdem wurde sie einen Monat später wieder in den vorläufigen Turnier-Kader berufen.